# 帶方郡

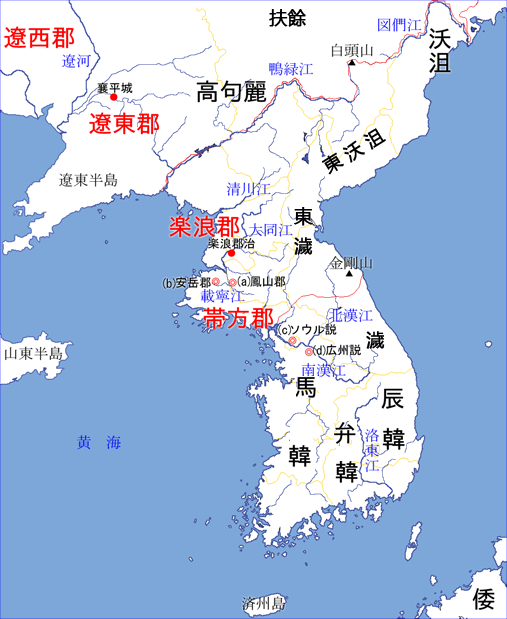
西元三世紀的朝鮮半島政治地图

帶方郡是204～313年的百餘年間中原王朝在朝鮮半島中西部設置的軍事、政治、經濟的地方據點。統轄由樂浪郡南部分割出的數縣（晉代為七縣－《晉書・地理誌》）與濊族、南方的韓族諸國、東南海上的倭國等區域。東漢、魏、西晉時代對此郡的經營增強了對韓、倭等東夷的後進區域的影響，魏朝成為直轄領後起了中原文化的窗口的重要作用。郡首長為太守，下屬官吏及軍隊所在地為郡治。帶方郡治處於樂浪郡治（今平壤）以南，但具體位置存在不同說法。

## 歷史

### 公孫氏創立帶方郡
東漢末年，中平六年（189年）遼東太守公孫度擴張勢力，侵吞漢朝郡縣統治無法達到的朝鮮半島地域，將樂浪郡治（今平壤附近）置於自己管理之下。其子公孫康於建安九年（204年）將樂浪郡（部分原属真番故地（公元前82年真番郡被并入玄菟郡，玄菟郡郡治从沃沮西迁至高句丽县，沃沮（原属玄菟郡）和临屯郡并入到乐浪郡，后来玄菟郡郡治又迁至高句丽县的西北，设立乐浪南部都尉/乐浪东部都尉（皆不知何时所置），真番故地又从玄菟郡划归乐浪郡南部都尉管辖））十八城的南半，屯有縣（可能為今黃海北道黃州）以南荒地劃分為帶方郡，征討當地原有的韓、濊族等勢力（「是後倭韓遂屬帶方」－《三國志・魏書》），建立了朝鮮半島南半的統治體制。郡治為管轄周圍數十縣的軍事、政治、經濟的大型城塞都市。公孫康不久服屬於曹操，被任命為左將軍、襄平侯，帶方郡亦被追認為東漢的郡。
公孫康死後，因其子公孫淵尚幼，康之弟公孫恭繼其位，被魏文帝曹丕封為車騎將軍、襄平侯。公孫淵長成之後，於太和二年（228年）奪叔父恭之位，又得到魏的承認，被任命為揚烈將軍、遼東太守。然而公孫淵不滿足於魏所授大司馬、樂浪公的地位，於景初元年（237年）宣布獨立，於遼東襄平城自稱燕王。帶方郡與樂浪郡此時皆屬燕。
次年（238年）魏太尉司馬懿率四万軍隊圍襄平城，最終滅公孫淵及其子修。此前，帶方郡形式上經歷了「後漢－魏－燕」的所屬的變遷，而事實上一直處於公孫氏之治下。對於服屬於帶方郡的韓、倭諸國而言，受公孫氏的根據地遼東的影響最大，而與東漢與魏時期昌盛的中原文化的交流，反而由於帶方郡的統轄受到了一定阻礙。

### 魏的直轄經營
與襄平城攻城戰同時，魏明帝分別任命劉昕與鮮嗣為帶方太守、樂浪太守，派遣二人率軍秘密由山東半島渡黃海前往朝鮮半島，控制了帶方郡與樂浪郡。帶方郡由此成為魏的直轄地。太守劉昕賜與周邊的韓、濊族的首長邑君或邑長的印綬，與之建立了冊封關係。邪馬台國卑彌呼亦於景初三年（239年）6月向帶方郡派遣朝貢使難升米。當時太守劉夏派官吏陪同難升米一行前往洛陽。
正始元年（240年）太守弓遵遣屬下奉魏明帝詔書與印綬訪倭國。正始六年(245)，乐浪太守刘茂、带方太守弓遵因为领东（今咸鏡南道、江原道一帶）的秽归属句丽，起兵讨伐。不耐侯等投降。
正始七年（246年），幽州刺史毌丘俭讨伐高句丽及濊貊，韩国的那奚等数十国纷纷率其部族投降，部从事吴林认为，乐浪本来统辖韩国（箕子朝鲜（前1122年/武王十三年（箕子受封，前来朝觐，陈以洪范）-前195年，后被卫氏朝鲜（前195年-前107年，国土除原先箕子朝鲜外，还有真番/临屯/沃沮/夫余/高句丽/辽东郡（治所襄平）东部都尉（涉何所辖，治所武次（丹东）））取代（前107年成巳被杀，王险城攻破，朝鲜灭亡））的准王（朝鲜与燕国同时称王，后与真番同时归属燕国（自造阳至襄平设置上谷/渔阳/右北平/辽西/辽东五郡，长城一直修到真番，除盖国外，秽貊与倭都归属燕国）在三韩之地建立韩国自称韩王，后三韩人重建辰国（秦朝时建立）自称辰王，故此时三韩亦称韩国，东汉时归乐浪管辖，东汉末/三国时归带方管辖），想把归属弓遵的带方郡管辖的辰韩十二个国家中的其中八个国家划给乐浪太守刘茂管辖，官员翻译有错，臣智故意激怒韩国人，于是攻击带方郡的崎离营地，当时带方太守弓遵/乐浪太守刘茂出兵还击，弓遵战死，带方/乐浪两郡于是灭了韩国。
正始八年（247年）拜不耐侯为不耐王。同年太守王頎接到倭國使者關於邪馬台國與狗奴國交戰的報告。魏最終決定不參與戰爭，僅遣塞曹掾史張政攜魏少帝的詔書與黄幢前往。
當時頻繁的長官調動（八年間四任太守）據推測為為防止帶方郡軍閥化與新的公孫氏的出現。

### 帶方郡的淪陷
泰始元年（265年）西晉代魏，韩国复国，有些韩国人还祭祀箕准。西晉時代，帶方郡轄下有帶方、列口、南新、長岑、提奚、含資、海冥七縣（《晉書・地理誌》）。
永康元年（300年）發生八王之乱。建興元年（313年）初，据有乐浪、带方二郡的张统因不堪长期孤军与高丽美川王/好壤王高利（乙弗利/乙弗/忧弗）作战而率千余家迁到辽西投靠慕容廆。慕容廆後为其在辽西侨置乐浪郡（《资治通鉴》卷八八，建兴元年条）。313年被傳統觀點認為是高句麗據有樂浪郡的開始，《三国史记·高句丽本纪》记载，高句丽“侵乐浪郡，虏获男女二千余口”已，并无佔領乐浪郡的记载；《三国史记·百济本纪》也無百济占带方郡的记载。
而342年冬慕容皝毁丸都之后，故国原王派弟到前燕都城龙城称臣纳贡，乐浪在此時在前燕的協助下被收回。根據《晋书》卷一四《地理志上》记载：“乐浪郡，汉置，统县六，户三千七百，……带方郡，公孙度置，统县七，户四千九百”）。张统带走的一千余戶只是乐浪、带方的一小部分，313年後，至少六千多漢戶居民继续留在乐浪、带方。根據現在乐浪故地发现的4世纪和5世纪初的带有东晋年号和官衔的汉人墓铭和砖铭证明313年後到5世纪初，乐浪、带方的汉人城镇和地方政权组织继续奉东晋正朔，东晋还任命当地势力佟寿为昌黎、玄菟、带方太守。不过东晋年号的出现并不能说明百济没有占领带方郡，因为百济向来是奉南朝为正朔的，用南方年号。
371年，当时的百济世子近仇首王率3万军队拿下樂浪并处死了高句丽故国原王，百济短期獲得乐浪、带方，公元384年，枕流王被晋孝武帝册封为带方郡王。後高句丽好太王多次大败百济，百济势力被逐出了乐浪、带方，当地也再无在此后仍然使用东晋年号的文物。公元427年前后，百济继续争夺乐浪, 带方两郡的控制權。直至公元475年，高句丽长寿王攻破百濟首都漢山城，殺百濟蓋鹵王，併吞漢江流域。百濟首都慰禮城被高句麗攻陷。乐浪、带方被高句麗徹底控制。人民多逃亡倭國成為渡來人。

## 行政區劃
帶方郡治址位於黃海北道鳳山郡石城里，城略呈長方形，東西556米，南北730米。城址內出土有東漢到西晉的紀年磚，如光和五年(182年)、泰始七年(271年)、泰始十一年等。城址北面發現的墓磚上有「使君帶方太守張撫夷磚」的銘文。所屬昭明縣治址位於黃海南道信川郡土城里，呈長方形，東西長500米，南北寬200米。城址附近的墓磚上有「太康四年三月昭明王長造」的銘文。長岑縣治址位於信川郡鳳凰里，發掘出土「守長岑縣王君，君諱鄉，年七十三，字德彥，東萊黃人也。正始九年三月廿日，壁師王德造」的銘文。
| 縣名   | 守尉治所           | 縣治所在地                         | 異名         | 備註               |
| 含資縣 |                    | 朝鮮黃海北道瑞興郡                 |              |                    |
| 帶方縣 | 郡治               | 朝鮮黃海北道鳳山郡石城里古唐城     |              |                    |
| 海冥縣 |                    | 朝鮮黃海南道海州市一帶             | 海桓（新莽） |                    |
| 列口縣 |                    | 朝鮮黃海南道殷栗郡大同江入海口南岸 |              | 以列水入海處得名。 |
| 長岑縣 |                    | 朝鮮黃海南道長淵郡北               |              |                    |
| 昭明縣 | 原樂浪南部都尉治所 | 朝鮮黄海南道信川郡北               | 南新（晉代） |                    |
| 提奚縣 |                    | 朝鮮黃海北道平山郡西南             | 提翼         |                    |

## 与倭国关系
带方郡沦陷后，只留下带方的地理概念。在好太王碑出土后，404年倭国侵略百济，进入带方界（旧带方郡的边境？），与当时的高句丽发生战争，倭国损失了无数的将领士兵。